# Polski Senovets

Polski Senovets(búlgaro:Полски Сеновец) é uma aldeia da Bulgária, localizada no distrito de Veliko Tarnovo,obshtina Polski Trămbeš. A sua população era de 510 habitantes segundo o censo de 2010.

## História
Polski Senovets baseado depois aldeias Sarnitsa,Glogota,Dunavliy e Suvandzhikyoy em XV século.Próximo foi localizado assentamento romano Nikopolis ad Instrum.A primeira escola mosteiro foi fundada em 1847 ano.

## População
| Polski Senovets | Polski Senovets | Polski Senovets | Polski Senovets | Polski Senovets | Polski Senovets | Polski Senovets | Polski Senovets | Polski Senovets | Polski Senovets | Polski Senovets | Polski Senovets | Polski Senovets | Polski Senovets | Polski Senovets | Polski Senovets | Polski Senovets | Polski Senovets | Polski Senovets | Polski Senovets |
| --- | --------------- | --------------- | --------------- | --------------- | --------------- | --------------- | --------------- | --------------- | --------------- | --------------- | --------------- | --------------- | --------------- | --------------- | --------------- | --------------- | --------------- | --------------- | --------------- |
| Ano | 1887            | 1910            | 1934            | 1946            | 1956            | 1965            | 1975            | 1985            | 1992            | 2001            | 2002            | 2003            | 2004            | 2005            | 2006            | 2007            | 2008            | 2009            | 2010            |
| População | 2,100           | 2,430           | 2,803           | 2,612           | 2,401           | 2,730           | 2,231           | 2,270           | 1,602           | ??              | ??              | ??              | ??              | ??              | ??              | ??              | ??              | ??              | 510             |
| Fontes: Instituto Nacional de Estatísticas, „citypopulation.de“,?? „pop-stat.mashke.org“,?? Bulgarian Academy of Sciences?? |                 |                 |                 |                 |                 |                 |                 |                 |                 |                 |                 |                 |                 |                 |                 |                 |                 |                 |                 |

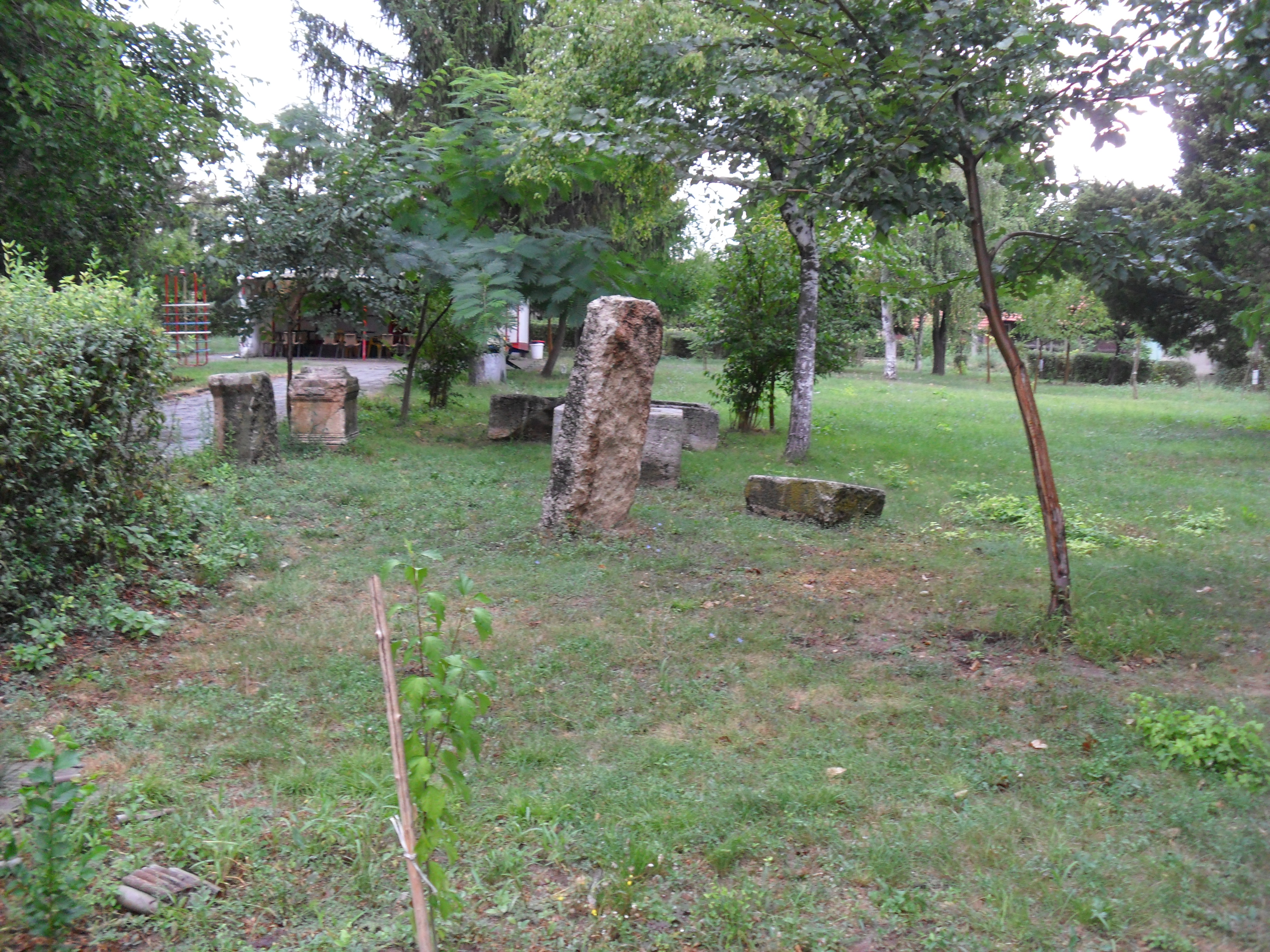
artefatos arqueológicos
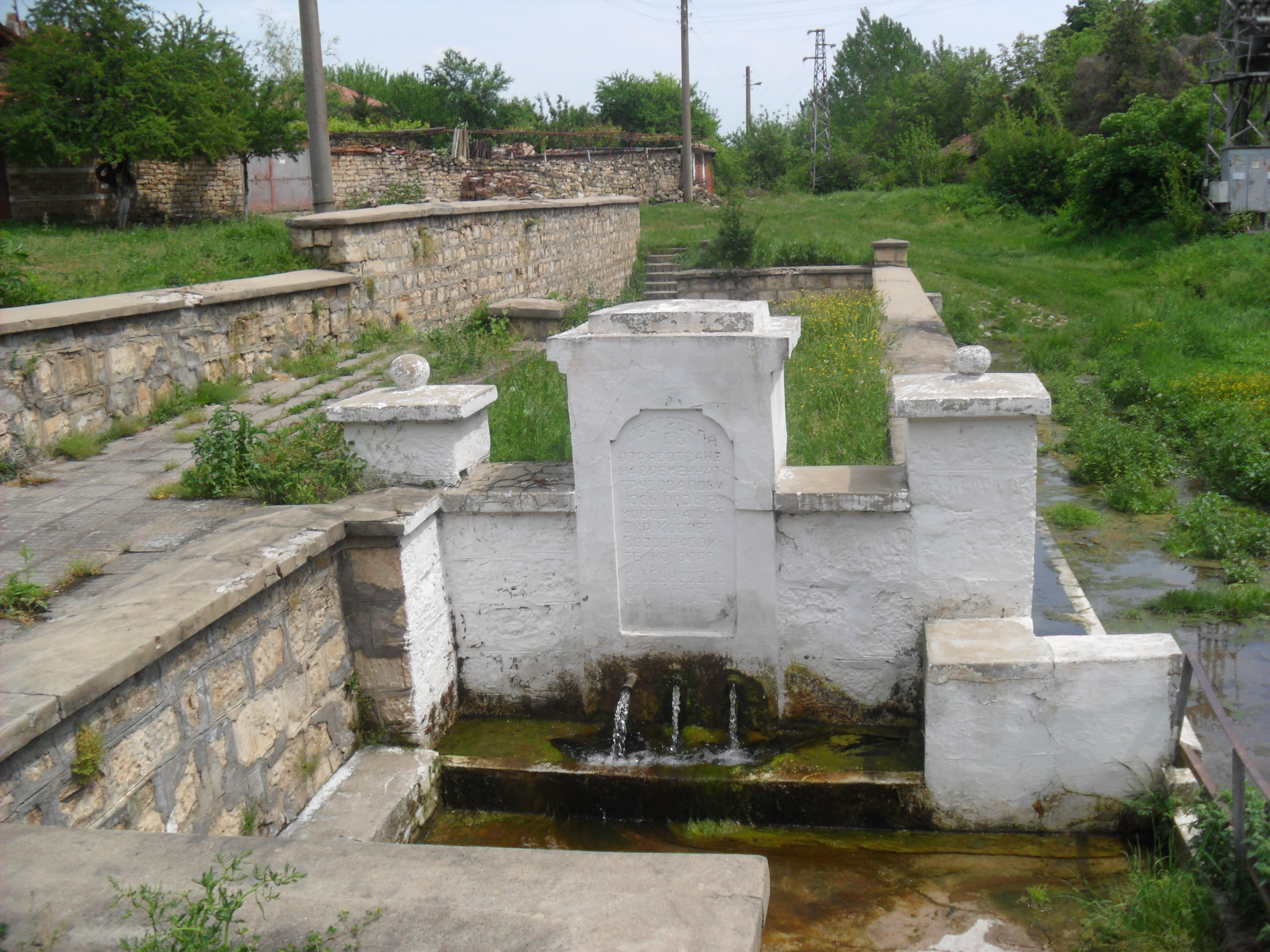
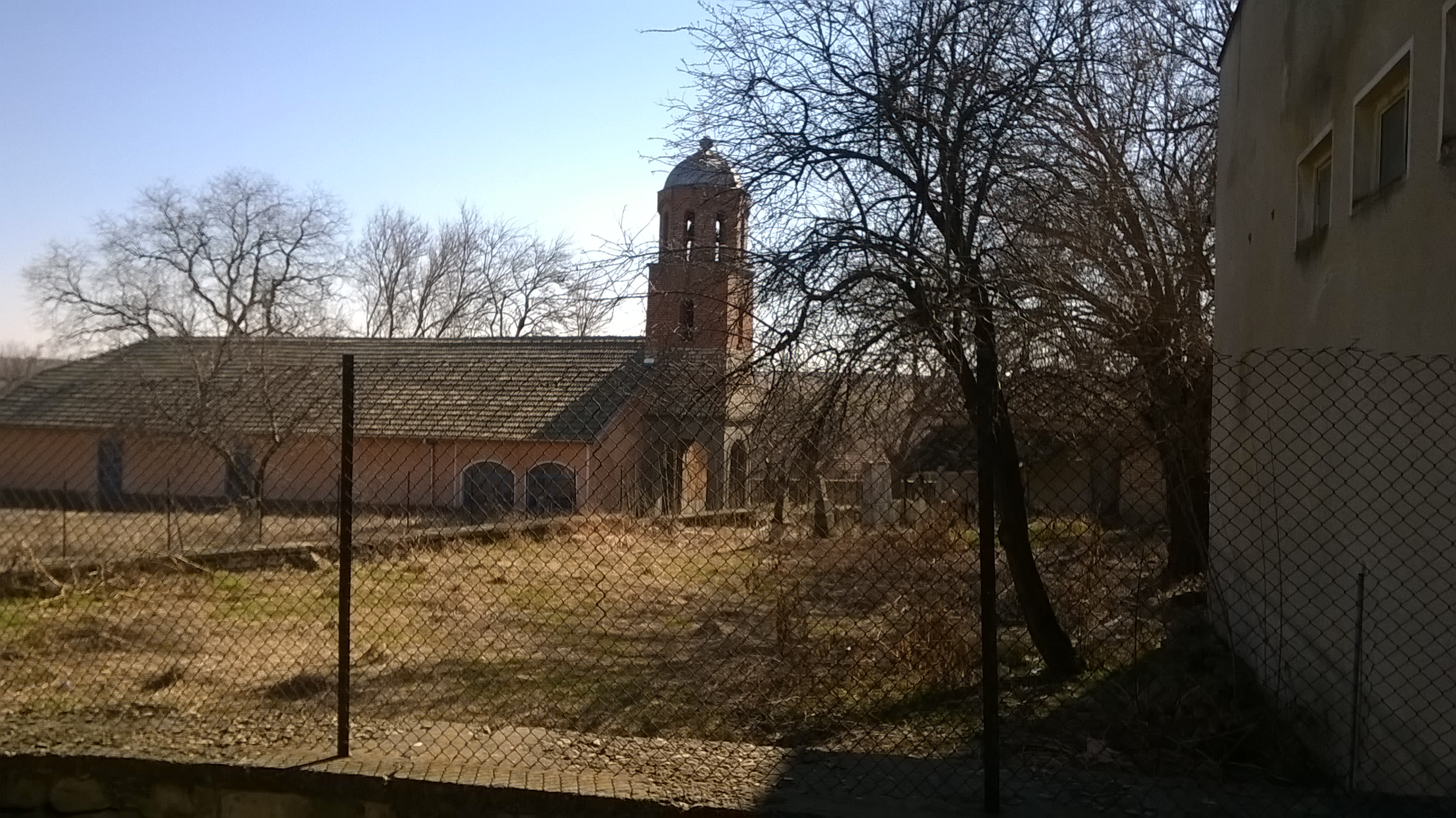
Igreja ortodoxa São Teodoro Stratilat

1. ↑  «6.1.1. População por distritos, municípios, lugares de residência e sexo» (em inglês)
2. ↑  «Bulgarian Academy of Sciences» (PDF). Arquivado do original (PDF) em 10 de março de 2012